# 1115 Sabauda
Az 1115 Sabauda (ideiglenes jelöléssel 1928 XC) a Naprendszer kisbolygóövében található aszteroida. Luigi Volta fedezte fel 1928. december 13-án.